# Setalis
Setalis is een geslacht van kevers uit de familie van de loopkevers (Carabidae). De wetenschappelijke naam van het geslacht is voor het eerst geldig gepubliceerd in 1867 door Castelnau.

## Soorten
Het geslacht Setalis omvat de volgende soorten:
- Setalis niger Castelnau, 1867
- Setalis rubripes Sloane, 1907
- Setalis sloanei Darlington, 1953